# Hrennikov
Hrennikov ali Hrennikova [hrénikov/hrénikova] imata več pomenov.

## Osebnosti
Priimek več osebnosti (rusko Хре́нников/Хре́нникова). Priimek v tujih virih prečrkujejo kot Khrennikov, Hrennikoff ipd.

### Hrennikov
- Tihon Nikolajevič Hrennikov (1913—2007), ruski skladatelj, pianist in filmski igralec.

### Hrennikova
- Natalja Tihonovna Hrennikova, ruska filmska igralka.

## Drugo
- sedmerica Hrennikova, skupina ruskih skladateljev